# Йорг Бург
Йорг Ганс-Закс Бург (нім. Jörg Hans-Sachs Burg; 25 вересня 1919, Берлін — 21 серпня 1944, Шяуляй) — німецький офіцер, гауптман вермахту (посмертно). Кавалер Лицарського хреста Залізного хреста з дубовим листям.

## Біографія
18 листопада 1939 року вступив у вермахт. Учасник Німецько-радянської війни. Загинув у бою.

## Нагороди
- Залізний хрест
  - 2-го класу (30 листопада 1941)
  - 1-го класу (8 лютого 1942)
- Лицарський хрест Залізного хреста з дубовим листям
  - лицарський хрест (3 березня 1943) — як лейтенант резерву і командир взводу 2-ї роти 18-го танкового дивізіону 18-ї танкової дивізії; за заслуги під час спроб прорвати оточення міста Великі Луки.
  - дубове листя (№604; 4 жовтня 1944, посмертно) — як оберлейтенант резерву і командир 7-ї роти танкового дивізіону «Велика Німеччина» танково-гренадерської дивізії «Велика Німеччина»; за заслуги у бою з радянськими військами біля Добеле 19 серпня 1944 року, під час якого рота Бурга відбила наступ бронетанкових частин радянської армії і знищила 6 протитанкових гармат. В цьому бою Бург був важко поранений і через 2 дні помер.